# You Don't Know Jack: 5th Dementia
You Don't Know Jack: 5th Dementia is een computerspel voor het platform Microsoft Windows. Het spel werd uitgebracht in 2000.

## Ontvangst
| Beoordeeld door        | Jaar | Score |
| ---------------------- | ---- | ----- |
| Electric Playground    | 2004 | 85    |
| Game Vortex            | 2000 | 85    |
| IGN                    | 2000 | 82    |
| Game Informer Magazine | 2001 | 80    |
| GameSpot               | 2000 | 79    |
| HappyPuppy             | 2001 | 70    |